# Poecilanthrax brachypus
Poecilanthrax brachypus är en tvåvingeart som beskrevs av Calderwood 1995. Poecilanthrax brachypus ingår i släktet Poecilanthrax och familjen svävflugor.
Artens utbredningsområde är Kalifornien. Inga underarter finns listade i Catalogue of Life.